# Vasolastine
Vasolastine is een enzymtherapeutisch geneesmiddel dat door medicijnfabrikant Enzypharm sinds 1948 op de markt wordt gebracht. Het middel is controversieel.

## Claims
De beoogde werkzame stoffen van vasolastine bestaan uit een aantal enzymen (triacylglycerol lipase, acyl-CoA dehydrogenase, monoamine oxidase) die als ze direct in de ader worden geïnjecteerd (intraveneus) zouden zorgen voor een verbeterde metabolisering van vetten en lipiden. De enzymen zijn bereid uit plantendelen van haver, spinazie en zonnebloem.
Vasolastine wordt gebruikt bij angina pectoris, arteriosclerose, atherosclerose, ziekte van Buerger, cardiovasculaire aandoeningen, cerebrale sclerose, kransslagaderverkalking, verstoringen in vet- en cholesterolmetabolisme, hypertensie, etalagebenen, circulatieverstoringen, apoplexie, post apoplecticche symptomen, ziekte van Raynaud, gangreen, jicht en myocardinfarct. Van geen van deze is de werkzaamheid aangetoond. Daarentegen is van sommige ziektebeelden vast komen te staan dat ze geen werkzaamheid vertonen. Uit onderzoek kon geen klinische werkzaamheid van Vasolastine bevestigd worden bij angina pectoris, atherosclerose en dementia arteriosclerotica.

## Geschiedenis
Het College ter Beoordeling van Geneesmiddelen bracht in 1966 een negatief advies uit ten aanzien van de registratie van vasolastine als geneesmiddel aangezien uit haar onderzoek bleek dat er eigenlijk geen enzymen in het middel zaten. De fabrikant ging in beroep bij de Raad van State. Ook daar werd - mede op basis van onderzoek van de biochemicus Cees Veeger uit 1976 die constateerde dat de ampullen geen enzymatische activiteit hadden - in 1978 bevestigd dat vasolastine terecht niet meer als geregistreerd geneesmiddel in de handel mocht blijven. Na druk vanuit patiëntenorganisaties werd vasolastine in 1980 per Koninklijk besluit onder restricties toegelaten.
In 1999 bekritiseerde Jan Willem Nienhuys het College van Bestuur van de Landbouwuniversiteit Wageningen om gebrek aan steun aan hun personeelslid Cees Veeger nadat er gedreigd werd met grote schadeclaims.
In 2006 werd de door Commissie Farmaceutische Hulp gesteld dat: "Er zijn geen gegevens waaruit enig positief effect van Vasolastine® blijkt bij aandoeningen zoals atherosclerotische vaatziekten, angina pectoris, hypertensie, primaire fibromyalgie, reumatoïde artritis. De Commissie is dan ook van mening dat behandeling met Vasolastine® niet als rationele farmacotherapie kan worden beschouwd."
Met ingang van 1 juli 2007 is vasolastine niet meer toegelaten. De fabrikant brengt als vervangend middel het voedingssupplement Vasolastica op de markt waarvan wordt gesteld: "Vasolastica is geconcentreerder dan Vasolastine, en heeft daarom bij oraal gebruik nagenoeg dezelfde werking." Hoe dat kan is moeilijk te begrijpen aangezien enzymen bij oraal gebruik worden afgebroken en dus hun beoogde werk in de circulatie niet kunnen doen.

## Casu
In 1984 overleed een patiënt door de gevolgen van een te lange uitstel van amputatie door het proberen van vasolastine. De behandelend arts die meeging in de patiëntwens werd voor een maand geschorst.